# Estadio Regional de Antofagasta
Estadio Regional Calvo y Bascuñán – wielofunkcyjny stadion w Antofagasta w Chile. Służy przede wszystkich do rozgrywania meczów piłki nożnej.

## Sport
Na stadionie rozgrywa mecze klub Deportes Antofagasta. Stadion został zbudowany w 1961 roku i mieści 22 000 widzów.